# Gare de Saint-Dié-des-Vosges
La gare de Saint-Dié-des-Vosges (anciennement gare de Saint-Dié) est une gare ferroviaire française des lignes de Strasbourg-Ville à Saint-Dié, d'Arches à Saint-Dié et de Lunéville à Saint-Dié, située sur le territoire de la commune de Saint-Dié-des-Vosges, dans le département des Vosges, en région Grand Est.
C'est une gare de la Société nationale des chemins de fer français (SNCF), desservie par des TGV et des trains TER Grand Est. Elle est ouverte au service du fret.

## Situation ferroviaire
Établie à 343 mètres d'altitude, la gare de bifurcation de Saint-Dié-des-Vosges est située au point kilométrique (PK) 435,704 de la ligne de Lunéville à Saint-Dié, après la gare de Saint-Michel-sur-Meurthe.
Elle est également l'aboutissement, au PK 86,502, de la ligne de Strasbourg-Ville à Saint-Dié, après la gare fermée de Raves - Ban-de-Laveline, et au PK 48,947 de la ligne d'Arches à Saint-Dié, après la gare fermée de Saulcy.

## Histoire
La gare de Saint-Dié est mise en service le 15 novembre 1864 par la Compagnie des chemins de fer de l'Est lorsqu'elle ouvre à l'exploitation le tronçon de Raon-l'Étape à Saint-Dié et de ce fait la totalité de sa ligne de Lunéville à Saint-Dié.

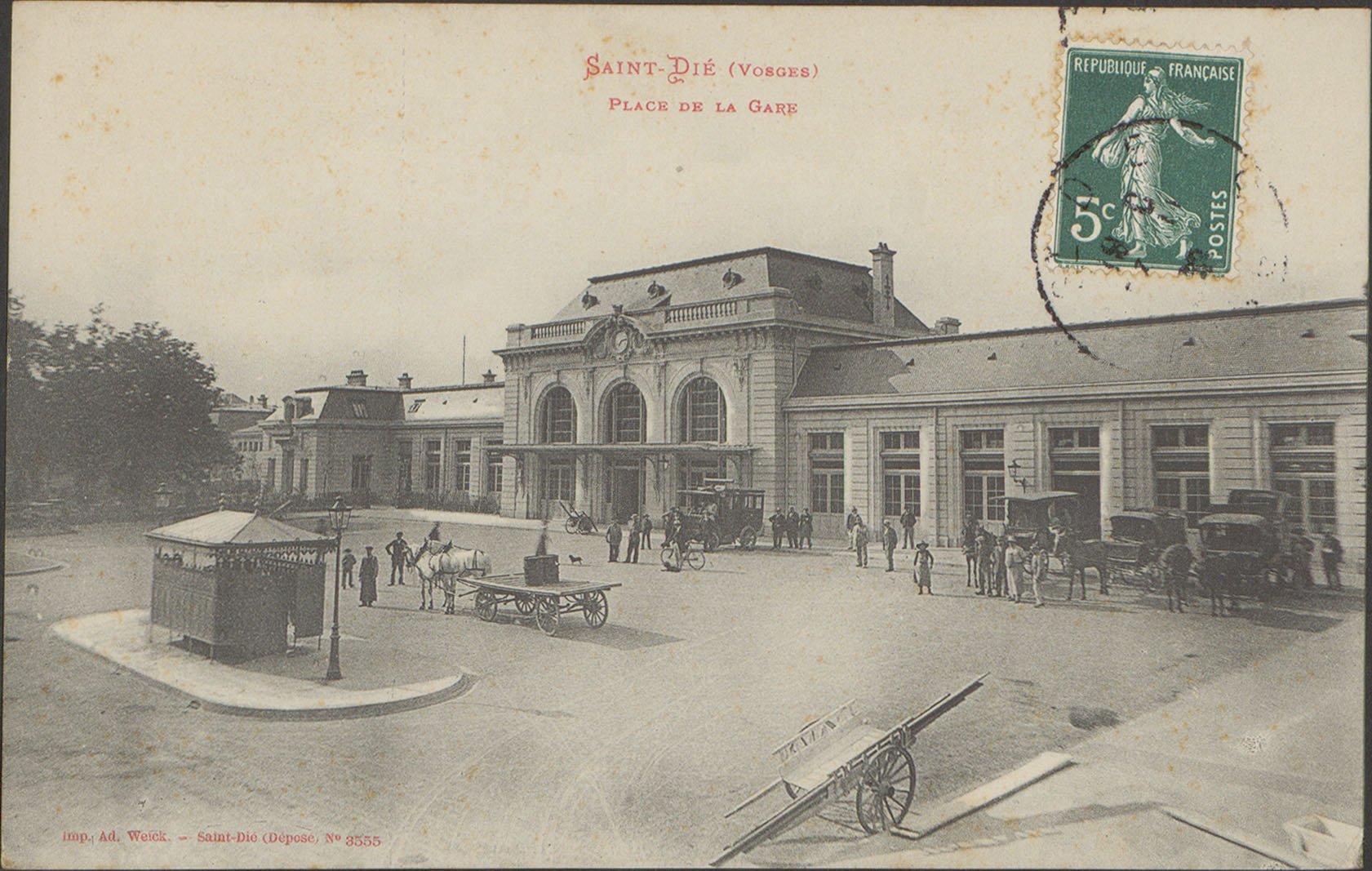
Gare de Saint-Dié (début XXe siècle)

La gare est totalement refaite et inaugurée le 16 avril 1904 par le général Pendezec, représentant le ministre de la Guerre.
Les bâtiments sont endommagés par les bombardements allemands en 14-18. Dotée de trois voies à quai au début du XXe siècle, elle a eu un quai supplémentaire visible sur une photographie aérienne datant d'après la Seconde Guerre mondiale.
Le 10 juin 2007, la gare a accueilli son premier TGV commercial. Ce TGV est arrivé à 16 h 36 et était en provenance de Paris Est. Pour cette occasion, la gare a été entièrement rénovée et modernisée.
La gare est officiellement dénommée « gare de Saint-Dié-des-Vosges »
En 2014, c'est une gare voyageurs d'intérêt régional (catégorie B : la fréquentation est supérieure ou égale à 100 000 voyageurs par an de 2010 à 2011), qui dispose de deux quais (dont un central), deux abris et une traversée de voie à niveau par le public (TVP).
Le 11 décembre 2016, en raison de l'état vieillissant de l'infrastructure entre Saint-Dié et Saales, la vitesse d'exploitation de la ligne entre ces deux gares est réduite à 40 km/h, entraînant une augmentation du temps de trajet de plus de 20 minutes. Le nombre de trains entre Saint-Dié et Strasbourg est aussi fortement réduit : en semaine, seul un aller retour par jour est proposé, le reste étant assuré par autocar via Saales, Rothau ou Molsheim. Compte tenu de la situation, la région Grand Est et SNCF Réseau organisent des travaux de réfection de la voie et du tunnel de Colroy au cours de l'année 2017.
Le 14 mai 2018, le trafic ferroviaire entre Saint-Dié et Saales est totalement suspendu. La rénovation du pont sur la Magel, la sécurisation du tunnel de Colroy et le remplacement de traverses sont prévus, la région, l'état et SNCF Réseau investissant 13 millions d'euros pour ces travaux. Le 1er septembre 2018, la ligne rénovée est remise en exploitation, proposant ainsi un trajet entre Saint-Dié et Strasbourg de 1h30 environ. À partir de cette date, ce sont 7 allers et 6 retours qui sont proposés entre ces deux villes, en semaine.
Le trafic ferroviaire sur la ligne de Saint-Dié à Épinal est suspendu à compter de décembre 2018, en raison d'un manque d'entretien de l'infrastructure. Le président de la République, Emmanuel Macron, s'est toutefois engagé à la réouverture de la ligne lors de son déplacement dans la commune le 18 avril 2018. Le 1er juillet 2019, la ministre chargée des Transports, Élisabeth Borne, confirme cet engagement et annonce un investissement de 21 millions d'euros financés à 60 % par la région Grand Est et à 40 % par l'État. Cette ligne devrait ainsi être l'une des premières dans cette région à bénéficier de l'ouverture à la concurrence. La ligne rouvre en décembre 2021, tandis que l'arrivée de la concurrence est reportée à fin 2023.
En 2023, les terrains à l'ouest du bâtiment de la gare deviennent un pôle d'échanges associant des offres multiples de mobilités douces (TGV inOui, TER Grand Est, réseau Fluo Grand Est, Sylvia, vélos, covoiturage, etc.). Ce projet implique également un réaménagement des environs de la gare, avec la création de 150 places de stationnement, un remodelage des voies de circulation privilégiant les circulations douces et une piétonisation de la place Pierre-Semard. Dans le cadre de ces travaux, les anciens entrepôts utilisés par la SNCF et la société de transport Gondrand sont démolis, tout comme la passerelle de la Meurthe qui permettait aux riverains de traverser les voies,.

## Fréquentation
De 2015 à 2024, selon les estimations de la SNCF, la fréquentation annuelle de la gare s'élève aux nombres indiqués dans le tableau ci-dessous.
| Année                      | 2015    | 2016    | 2017    | 2018    | 2019    | 2020    | 2021    | 2022    | 2023    | 2024    |
| -------------------------- | ------- | ------- | ------- | ------- | ------- | ------- | ------- | ------- | ------- | ------- |
| Voyageurs                  | 405 652 | 383 617 | 377 920 | 330 696 | 363 148 | 247 485 | 330 108 | 471 486 | 514 458 | 539 785 |
| Voyageurs et non voyageurs | 471 688 | 446 066 | 439 442 | 384 530 | 422 265 | 287 773 | 383 847 | 548 240 | 598 207 | 627 657 |

## Service des voyageurs

### Accueil
Gare SNCF, elle dispose d'un bâtiment voyageurs, avec guichet, ouvert tous les jours. Elle est équipée d'automates pour l'achat de titres de transport. C'est une gare « Accès TER Grand Est » disposant d'aménagements, d'équipements et services pour les personnes à la mobilité réduite.
En 2022, 471 486 voyageurs ont fréquenté la gare.

### Desserte

#### Ligne nationale

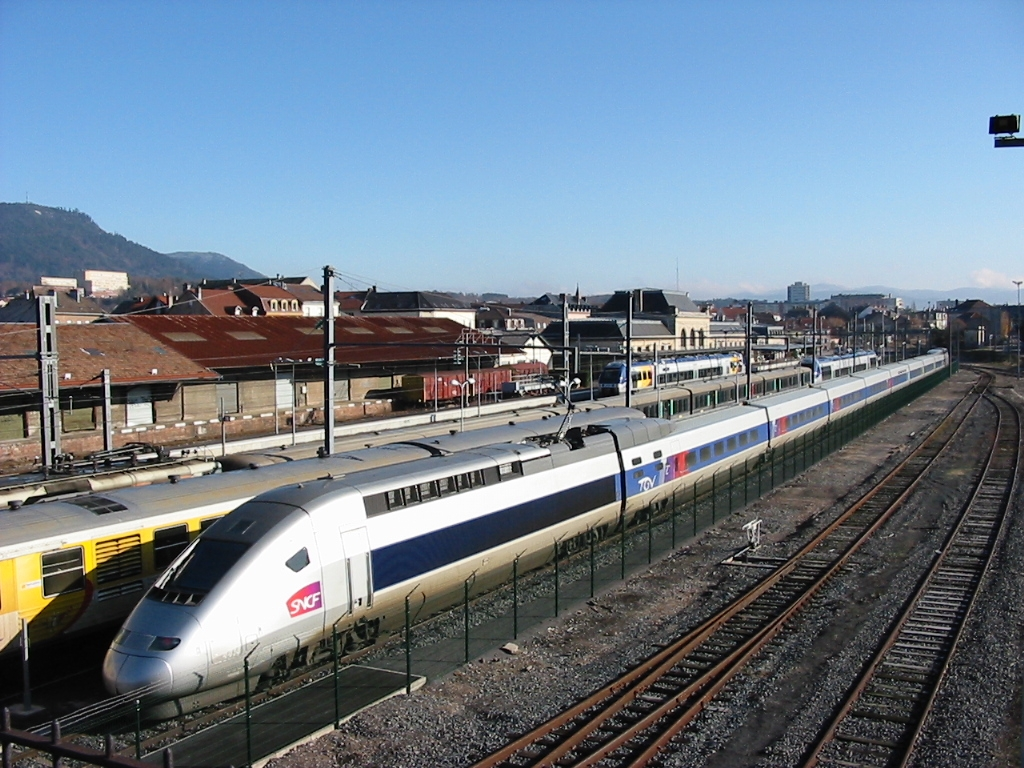
Une rame TGV POS, sur une voie de garage, en 2007.

TGV inOui, via la LGV Est européenne : Paris-Est - Nancy-Ville - Lunéville - Saint-Dié-des-Vosges

#### Lignes régionales
- TER Grand Est :

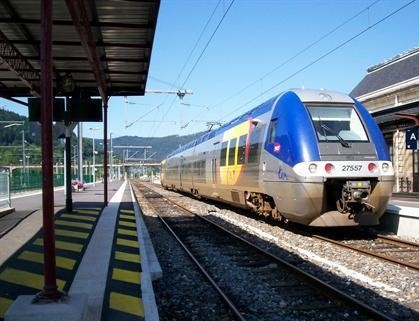
TER assurant la liaison Saint-Dié-des-Vosges - Nancy.

  - ligne Metz-Ville (avec certains trains) - Nancy-Ville - Lunéville - Saint-Dié-des-Vosges
  - ligne Strasbourg-Ville - Saint-Dié-des-Vosges
  - ligne Épinal - Saint-Dié-des-Vosges
  - ligne Saint-Dié-des-Vosges - Sélestat (par autocars)

### Temps de parcours
- TGV inOui
  - Paris Est : 2 h 25
  - Nancy : 50 min
  - Lunéville : 30 min

- TER Grand Est
  - Nancy : 1 h
  - Lunéville : 40 min
  - Saales : 20 min
  - Strasbourg : 1 h 20
  - Sélestat : 1 h 10
  - Épinal : 50 min

### Intermodalité
Un parking est aménagé aux abords de la gare. Elle dispose également d'un parking à vélos sécurisé, accessible avec une carte Simplicités.
La gare est desservie par les lignes 1, 2, 3, 4, 5, 11 et 12 du réseau Sylvia, réseau de transport en commun de l'agglomération de Saint-Dié-des-Vosges. Les lignes scolaires A et B y passent aussi, en raison de la proximité avec un établissement scolaire. Enfin, la gare est desservie par le service de transport à la demande SylVousPlait proposé par Sylvia.
Les autocars Fluo Grand Est desservent aussi cette gare, et permettent de relier Senones, Gérardmer ou Sélestat par exemple.

## Service des marchandises
Cette gare est ouverte au service du fret (train massif seulement).

## Patrimoine ferroviaire

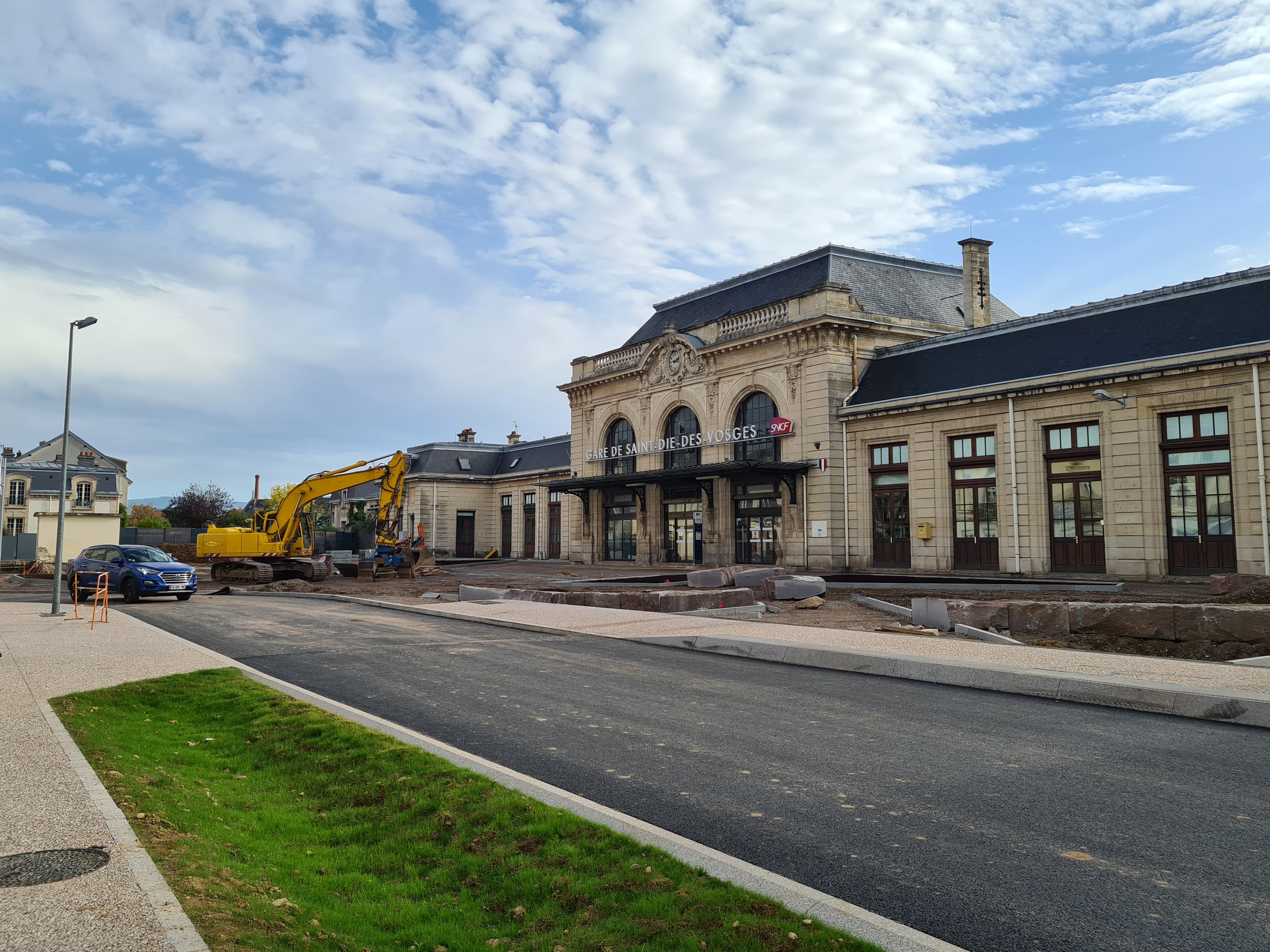
La gare en 2022. Au fond, l'ancien buffet.

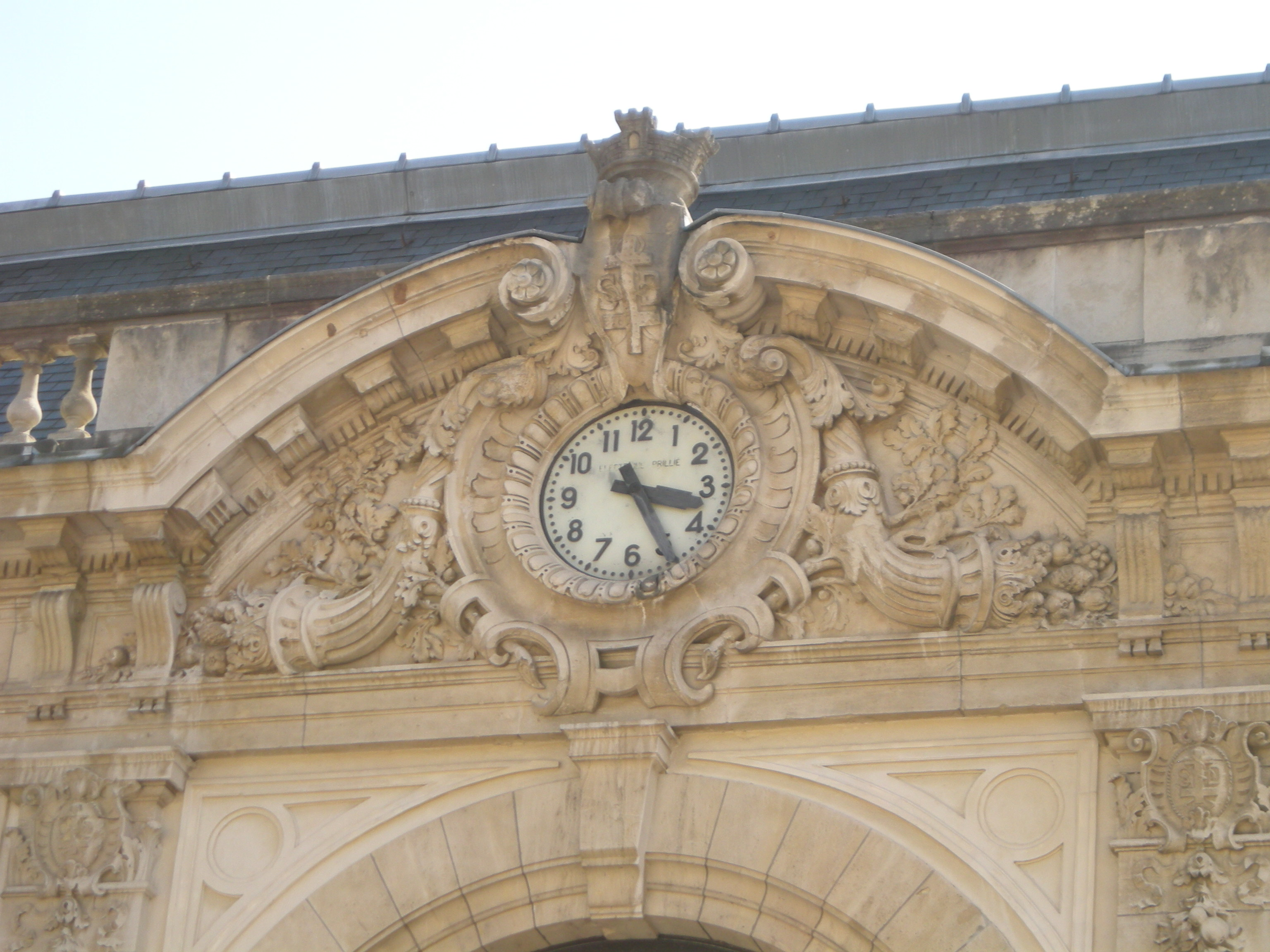
Détail fronton et horloge de la gare.

Le bâtiment voyageurs, massif et d'inspiration baroque, est l'œuvre de l'architecte Paul-Adrien Gouny. Il s'articule autour d'un corps central servant de salle des pas perdus éclairée par trois grandes ouvertures à arc en plein cintre. Longues de six travées, les deux ailes de largeur différente sont dotées d'ouvertures rectangulaires ; celle de gauche se termine par un petit pavillon jouxté par le bâtiment dévolu aux agents de trains. Son style reflète la prospérité de la ville au moment de son développement industriel, comme en témoignent les cornes d'abondance encadrant l'horloge. Les armoiries de la ville, surmontées d'une tour crénelée, occupent le centre d'un fronton coupé à enroulements. Des chutes de fruits ornent les chapiteaux des pilastres de la façade, sur lesquels se répètent les armoiries.
Il remplace une construction de style néoclassique constituée d'un petit pavillon central à étage de trois travées à la toiture mansardé encadrée par deux ailes basses d'au-moins six travées à arc en plein cintre.
Lors des travaux de reconstruction de la gare achevés en 1904, une gare provisoire a été bâtie. Disposé perpendiculairement aux quais, ce baraquement sans étage, de 11 travées à la structure métallique est toujours visible sur la place de la gare. Elle a été amputée de quatre travées à l'occasion de la construction d'une route d'accès au pôle multimodal à la fin des années 2010.